# Кан Донвон
Кан Донво́н (кор. 강동원; род. 18 января 1981, Пусан, Южная Корея) — южнокорейский актёр.

## Биография
Кан Донвон родился 18 января 1981 года в Пусане, жил и учился в Чхангвоне провинции Кенсан-Намдо. Отец Донвона, Кан Чхольу, по специальности был инженером, а позже вице-президентом корейской компании по судостроительству и тяжёлой промышленности «SPP Heavy Industries». Семья Кана поначалу испытывала финансовые трудности, и Чхольу приходилось подрабатывать в колледже на неполную ставку, чтобы ещё оплачивать учёбу сына. Кан Донвон окончил факультет машиностроения университета в Ханьяне по специальности инженер-механик. В южнокорейской телепередаче «Seamy Entertainment Talk Pumpkin Seed» от 18 августа 2015 года сообщается, что Кан Донвон имеет IQ 137.
В 2000 году, когда Кан был студентом первого курса, его заметил на улице модельный агент. Так началась его модельная карьера. Кан появлялся на подиуме в Париже для коллекций прет-а-порте компаний DKNY, Gucci и Hugo Boss и многих других производителей модной одежды, а также в коллекциях Сеульской ассоциации моды SFAA. После съёмок в музыкальном клипе Чо Сонмо «Я клянусь» Кан начал брать уроки актёрского мастерства. Впервые Кан дебютировал на телевидении в 2003 году в сериале «Деревенская принцесса», сыграв врача с региональным диалектом, и в сериале «Что-то около 1 %» сыграв внука главы крупной корпорации. В 2004 году Кан впервые сыграл роль в полнометражном фильме «Слишком красива, чтобы лгать».
Далее он появился в фильме «Искушение волков», экранизация подросткового интернет-романа Квиёни. Роль Чон Тхэсона в фильме принесла Кану популярность в других азиатских странах, в том числе в Японии. Следующими ролями были фильм «Чистый четверг», в котором он играет заключенного, ожидающего смертную казнь, и фильм «Голос убийцы», где голос похитителя принадлежит Кану. Две его совместные работы с режиссёром Ли Мёнсе в фильмах «Дуэлянт» и «М» укрепили статус Кана как одного из лучших молодых актёров корейского кинематографа. В 2010 году он сыграл вместе с опытным актёром Сон Ганхо в шпионском фильме «Секретное воссоединение». Фильм стал одним из крупнейших корейских кассовых хитов 2010 года, было продано более 5 миллионов билетов. Последним проектом Кана перед зачислением в армию был психологический триллер «Призраки».

## 2010—2012: Военная служба
Кан был зачислен на обязательную военную службу 18 ноября 2010 года для прохождения четырехнедельной базовой подготовки в военном лагере Нонсан в провинции Южный Чхунчхон. За этим последовала неактивная работа в качестве работника государственной службы в Сеульском городском научно-исследовательском институте общественного здравоохранения и окружающей среды. Кан был демобилизован 12 ноября 2012 года. В день его возвращения из армии, его агентство загрузило на YouTube трехминутный клип с его участием в различных местах города под названием «Кан Донвон за один день».

## 2013-настоящее время: Возвращение к актерской карьере
В 2014 году Кан вернулся на большой экран в боевике Юн Джонбина «Кундо: Эпоха разгула», сыграв незаконнорождённого сына дворянина, который пытается уничтожить группу разбойников, похожих на Робин Гуда, во времена династии Чосон 19 века. Затем он снялся в фильме «Моя блестящая жизнь» о супружеской паре, которая вынуждена наблюдать, как преждевременно стареет их сын, страдающий прогерией. В 2015 году Кан играл с Ким Юнсоком в мистическом триллере «Священники». В 2016 году Кан сыграл молодого мошенника в криминальном фильме «Жестокий прокурор» режиссёра Ли Ирхёна, который стал вторым по кассовым сборам корейским фильмом 2016 года.
Он также снялся в фантастическом фильме Ом Тхэхва «Исчезающее время: мальчик, который вернулся» и «Мастер» вместе с Ли Бёнхоном и Ким Убином. После расторжения контракта с United Artist Agency, в январе 2016 года Кан подписал контракт с новым агентством YG Entertainment. В 2020 году Кан снялся в хоррор-боевике Ён Санхо «Полуостров», самостоятельном продолжении фильма «Поезд в Пусан». Затем он снялся в фильме «Брокер», где сыграл роль Донсу — человека, продающего брошенных младенцев. Фильм претендовал на Золотую пальмовую ветвь Каннского кинофестиваля 2022 года.
В декабре 2022 года Кан расторг свой контракт с YG Entertainment, проработав в нем примерно 7 лет.

## Критика
В марте 2017 года пользователь киносайта Max Movie загрузил список действующих в настоящее время киноактёров, которые являются потомками японских коллаборационистов, и перечислил Кана. Его прадед по материнской линии Ли Джонман (1885—1977) занесен в японский биографический словарь, поскольку занимался горнодобывающим бизнесом во времена японской колонизации и жертвовал деньги для нужд японской армии. Из-за этого откровения Кан принёс публичные извинения и отменил запланированную встречу для комментариев по фильму «Исчезающее время: мальчик, который вернулся».

## Другое
В мае 2022 года Кан был выбран послом французского люксового бренда Louis Vuitton.

## Фильмография
| Год  | Название                                    | Роль            | Примечание                   |
| ---- | ------------------------------------------- | --------------- | ---------------------------- |
| 2004 | Слишком красивая ложь                       | Хи-чхоль        |                              |
| 2004 | Искушение волков                            | Чон Тхэ-сон     |                              |
| 2005 | Дуэлянт                                     | Печальные глаза |                              |
| 2006 | Наше счастливое время                       | Чон Юн-со       |                              |
| 2007 | Голос убийцы                                | Kidnapper       | Голос                        |
| 2007 | М                                           | Хан Мин-ву      |                              |
| 2009 | Даосский маг Чон У-чхи                      | Чон-Уч-чхи      |                              |
| 2010 | Тайное воссоединение                        | Сон Джи-вон     |                              |
| 2010 | Призраки                                    | Чо-Ин           |                              |
| 2011 | Камелия                                     | Джей            | Сегмент: «Любовь на продажу» |
| 2013 | X                                           | X               | Короткометражный фильм       |
| 2014 | Кундо: Эпоха угрозы                         | Джу Ен          |                              |
| 2014 | Моя блестящая жизнь                         | Дэй су          |                              |
| 2015 | Священники                                  | Deacon Choi     |                              |
| 2016 | Жестокий прокурор                           | Хан Чи-вон      |                              |
| 2016 | Исчезнувшее время: Мальчик который вернулся | взрослый Су-мин |                              |
| 2016 | Мастер                                      | Ким Деж-мюнг    |                              |
| 2017 | 1987 День когда мы вернулись                | Ли Хан-ель      | Особый внешний вид           |
| 2018 | Золотой сон                                 | Ким Гун-во      |                              |
| 2018 | Инран: Волчья бригада                       | Юнг-Кун         |                              |
| 2020 | Поезд в Пусан 2: Полуостров                 | Ён-Сек          |                              |
| 2022 | Посредники                                  | Дон-су          | [ 16 ]                       |